# Keret-Haus

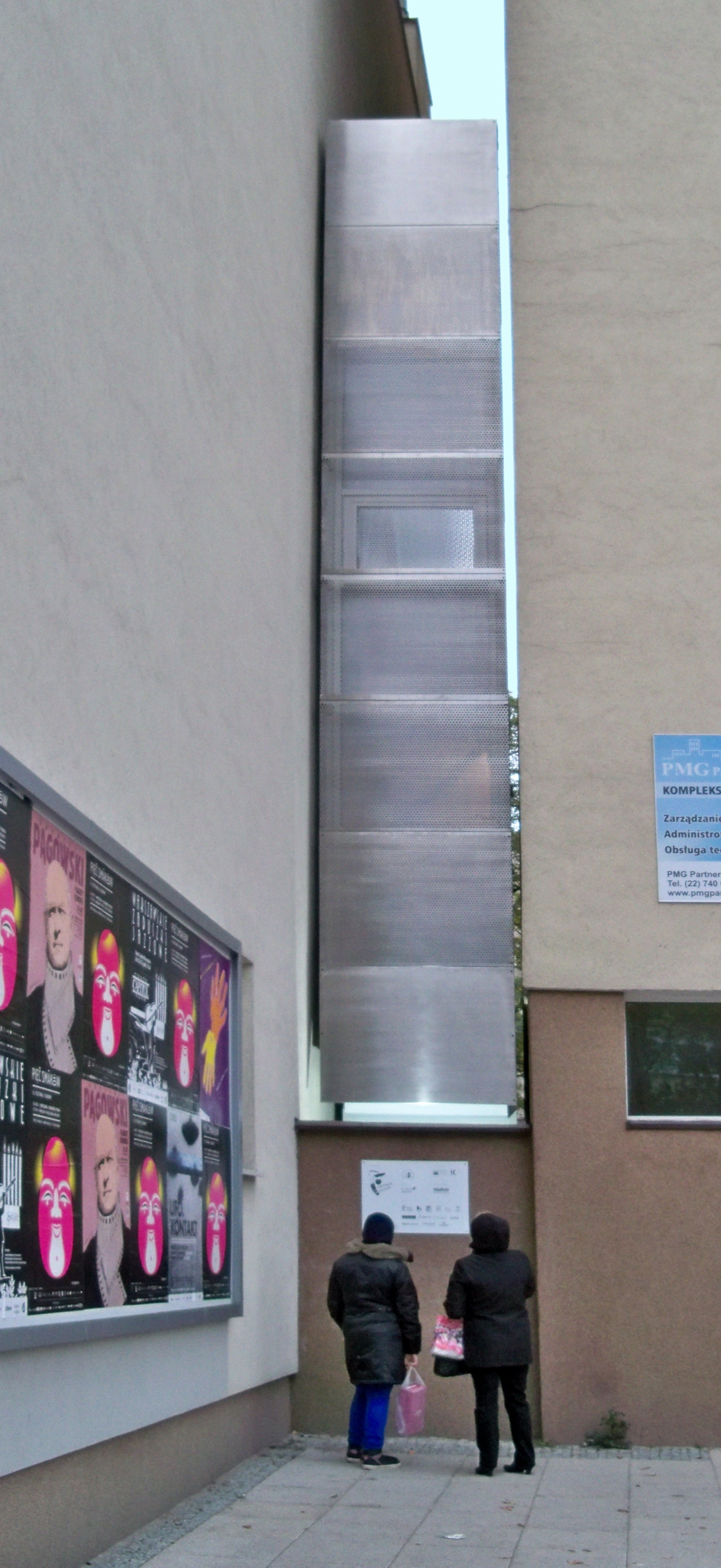
Frontansicht

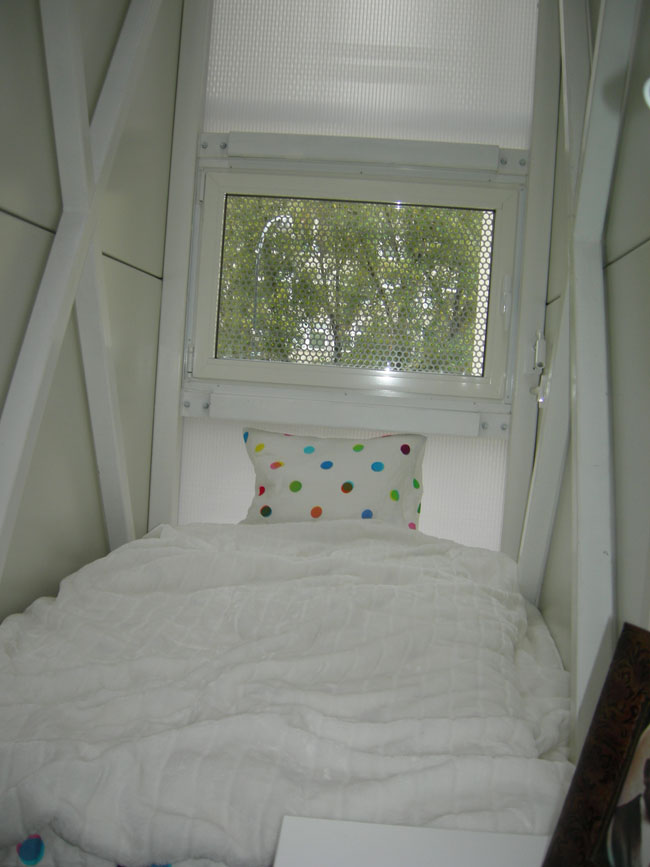
Schlafzimmer

Das Keret-Haus ist ein Gebäude in der Tradition Parasitärer Architektur des Architekten Jakub Szczęsny. 

## Beschreibung
Es wurde 2012 errichtet und liegt in der Baulücke seiner zwei Nachbargebäude. Mit einer Gesamtfläche von 14,09 m² auf zwei Ebenen gilt es als eines der schmalsten Häuser der Welt. Es befindet sich in Warschau und ist nach seinem ersten Bewohner, dem Schriftsteller Etgar Keret benannt.
Das Haus steht im Stadtteil Wola an der Stelle, wo sich ehemals ein Eingang in das Warschauer Ghetto befand, über den Kerets Mutter als Kind Brot für die Familie in das Ghetto schmuggelte.
Das Gebäude besteht aus einem Eisengerüst und umfasst ein Schlafzimmer, eine Küche, ein Bad sowie einen Wohnbereich. Es wird mit zwei nicht zu öffnenden Fenstern beleuchtet.
Es wurde mit Hilfe der Stadt Warschau und der Foundation of Polish Modern Art errichtet.